# 1846 w literaturze
Wydarzenia literackie w 1846 roku.

## Nowe książki
- polskie
  - Fantazy - Juliusz Słowacki
  - Pieśni Salomona - Kornel Ujejski
  - Poganka - Narcyza Żmichowska
  - Spekulant - Józef Korzeniowski

- zagraniczne
  - Biedni ludzie - Fiodor Dostojewski
  - Fairy Tale of My Life (autobiografia) - Hans Christian Andersen
  - Józef Balsamo - Alexandre Dumas
  - Kuzynka Bietka (La Cousine Bette) - Honoré de Balzac
  - Maryna - Andrej Sládkovič
  - Sobowtór: poemat petersburski - Fiodor Dostojewski
  - Taipi (Typee) - Herman Melville

## Urodzili się
- 4 stycznia – Jan Karafiát, czeski pisarz i ksiądz (zm. 1929)
- 5 stycznia – Rudolf Eucken, niemiecki pisarz i myśliciel, laureat Nagrody Nobla (zm. 1926)
- 21 lutego – Svatopluk Čech, czeski poeta i prozaik (zm. 1908)
- 17 marca – Catherine Greenaway, brytyjska autorka książek dla dzieci (zm. 1901)
- 4 kwietnia – Comte de Lautréamont, poeta i pisarz francuski (zm. 1870)
- 5 maja – Henryk Sienkiewicz, polski powieściopisarz (zm. 1916)
- 25 maja – Naim Frashëri, poeta albański (zm. 1900)
- 22 czerwca – Julian Hawthorne, amerykański pisarz i dziennikarz (zm. 1934)
- 11 lipca – Léon Bloy, francuski pisarz katolicki (zm. 1917)
- 22 lipca – Alfred Perceval Graves, irlandzki poeta i pisarz (zm. 1931)
- 22 sierpnia – Amalie Skram, norweska pisarka (zm. 1905)
- 9 października – Holger Drachmann, duński pisarz i poeta (zm. 1908)
- 21 października – Edmondo De Amicis, włoski pisarz (zm. 1908)
- 11 listopada – Anna Katharine Rohlfs, amerykańska poetka i pisarka (zm. 1935)
- Jeanie Gould, amerykańska autorka literatury kobiecej (zm. 1921)

## Zmarli
- 14 listopada - Edmund Wasilewski, polski poeta (ur. 1814)